# Rudyard (Montana)
Rudyard – jednostka osadnicza w Stanach Zjednoczonych, w stanie Montana, w hrabstwie Hill.